# Isoglossa laxiflora
Isoglossa laxiflora är en akantusväxtart som beskrevs av Gustav Lindau. Isoglossa laxiflora ingår i släktet Isoglossa och familjen akantusväxter. Inga underarter finns listade i Catalogue of Life.